# Comté de Gnowangerup
Le Comté de Gnowangerup est une zone d'administration locale au sud de l'Australie-Occidentale en Australie. Le comté est situé à 120 km au nord d'Albany et à 370 kilomètres au sud-est de Perth, la capitale de l'État. 
Le centre administratif du comté est la ville de Gnowangerup.
Le comté est divisé en un certain nombre de localités:
- Gnowangerup
- Amelup
- Borden
- Cowalellup
- Mindarabin
- Nalyerlup
- Ongerup
- Pallinup
- Stirling Range National Park

Le comté a 9 conseillers locaux et est divisé en 4 circonscriptions:
- Borden Ward (2 conseillers)
- Gnowangerup Ward (3 conseillers)
- Ongerup Ward (2 conseillers)
- Rural Ward (2 conseillers).